# Методій (Филимонович)
Мето́дій (Мефодій; світське ім'я — Максим Филимонович; нар. невідомо — пом. 1690, Москва) — протопіп Ніжинський, згодом — православний єпископ Мстиславський й Оршанський, місцеблюститель Київської митрополії. Певний час був спільником Симеона (Адамовича).

## Біографія
Методій (в миру — Максим Филимонович) був ніжинським протопопом поки 1661 року не був висвячений в єпископи та призначений місцеблюстителем Київської митрополії представником Московської патріархії митрополитом Питиримом. Висвячення в єпископи та призначення місцеблюстителем відбулось в порушення процедури, «за государевим царовим указом», за останнє, до речі, патріарх Никон наклав на Питирима анатему пізніше.[джерело?]

### Подальша доля
Перебуваючи у Києві, не визнавав митрополита Йосипа Тукальського; 1667 перейшов в опозицію до Москви і підтримував гетьмана Івана Брюховецького у його антимосковському повстанні, після чого 1668 був заточений в Уманський монастир, а потім у Новоспаський монастир у Москві, де й помер. Становище Методія в 1680-х роках в столиці було цілком комфортним: він отримував щедру царську платню на церковні свята, гроші на витрати, користувався доходами від своїх маєтків в районі Ніжина.
Помер Методій десь на початку 1690 року, можливо в лютому або навіть початку березня, оскільки в кінці березня його син, Кирило прибув до Москви для розшуку «пожитків» батька.

## Оцінки
Роль єпископа Методія та його характер і мотивацію перед радою досить детально описав російський історик і архівіст XIX століття, Олександр Востоков, що досліджував документи про Козелецьку раду у фондах Сибірського приказу:
|                       | Методій, ставленик Москви, мав великий вплив на малоросійські справи, як людина, якій більше, ніж комусь, довіряв московський уряд, що не знав, на кого з малоросіян можна покластися, кому можна довіряти. Рекомендації Методія мали велике значення в Москві; тому всі полковники, вірні Росії, з усіма проханнями зверталися до нього, шукали у нього поради та схвалення своїм діям. Людина хитра, честолюбна, Методій, переслідуючи свої особисті цілі, старався, скільки міг, для московського уряду: підтримував між полковниками згоду, примушував одного допомагати іншому, збирав вісті про неприятелів, роздавав кому треба подарунки та гроші, звісно, отримуючи за це вдвічі більше з уряду. Бачачи трьох кандидатів на гетьманську булаву, Методій до певного часу не хотів нікому з них віддати перевагу: обнадійуючи Сомка у своїй допомозі, він запевняв у своїй дружбі Золотаренка і в той же час переписувався з Брюховецьким, утримуючи його від крайніх кроків, які могли б нашкодити йому в очах уряду. Оригінальний текст (рос. дореф.) [Меѳодій, ставленникъ Москвы, имѣлъ большое вліяніе на малорусскія дѣла, какъ человѣкъ, которому больше, чѣмъ кому нибудь, довѣряло московское правительство, не знавшее, на кого изъ малороссіянъ можно положиться, кому можно довѣрять. Рекомендаціи Меѳодія имѣли большое значеніе въ Москвѣ; поэтому всѣ полковники, вѣрные Россіи, со всѣми просьбами обращались къ нему, искали у него совѣта и одобренія своимъ дѣйствіямъ. Человѣкъ хитрый, честолюбивый, Меѳодій, преслѣдуя свои личныя цѣли, старался, сколько могъ, для московская правительства: поддерживалъ между полковниками согласіе, заставлялъ одного помогать другому, собиралъ вѣсти о непріятеляхъ, раздавалъ кому нужно подарки и деньги, разумѣется, получая за то вдвое съ правительства. Видя троихъ кандидатовъ на гетманскую булаву, Меѳодій до поры до времени не хотѣлъ никому изъ нихъ отдать преимущество: обнадеживая Сомка въ своей помощи, онъ увѣрялъ въ своей дружбѣ Золотаренка и въ тоже время переписывался съ Брюховецкимъ, удерживая его отъ крайнихъ поступковъ, которые могли-бы повредить ему въ глазахъ правительства.] Помилка: [undefined] Помилка: {{Lang}}: немає тексту (допомога): невпізнаний код мови: ru-dor (допомога) |
| — Олександр Востоков, | |

## У літературі
- «Між двох орлів» — роман-трилогія Ярослави Дегтяренко.

## Рекомендована література
- Енциклопедія українознавства : Словникова частина : [в 11 т.] / Наукове товариство імені Шевченка ; гол. ред. проф., д-р Володимир Кубійович. — Париж — Нью-Йорк : Молоде життя, 1955—1995. — ISBN 5-7707-4049-3.. Словникова частина. — Т. 9. — С. 3496.
- Филимонович Максим // Українська мала енциклопедія : 16 кн. : у 8 т. / проф. Є. Онацький. — Накладом Адміністратури УАПЦ в Аргентині. — Буенос-Айрес, 1967. — Т. 8, кн. XVI : Літери Уш — Я. — С. 1978-1980. — 1000 екз.
- Морозов О. С. Ніжинський протопоп Максим Филимонович. Монографія. — Ніжин: Ніжинський державний педагогічний університет ім. Миколи Гоголя, 2000. — 148 с.
- Морозов О. С. Політична діяльність української православної ієрархії в добу «Руїни»: єпископ Мефодій (Максим Филимонович) // Громадянські протистояння в історії України: від непорозумінь і розбрату до національної консолідації — Ніжин: Видавець ПП Лисенко М.М, 2013. — С. 97-109.
- Флоря Б. Н. Мефодий (Филимонович). Православная энциклопедия. — М. : Церковно-научный центр «Православная энциклопедия», 2017. — Т. XLV. — С. 128. — ISBN 978-5-89572-052-3.(рос.)
- Гордієнко Д. Місцеблюститель Методій і питання анексії Української Церкви Москвою // Православ’я в Україні: Збірник за матеріалами IX Міжнародної наукової конференції. До 1050 річчя упокоєння святої рівноапостольної Ольги, великої княгині Руси-України, та 30 річчя з часу відродження Київської православної богословської академії. — К.: [Київська православна богословська академія], 2019. — С. 137—150.
- Гордієнко Д. Місцеблюститель Методій: московський агент чи церковний авантюрист? // Софійський часопис. Вип. 4. Збірник статей за матеріалами Х міжнародної науково-практичної конференції «Софійські читання» (м. Київ, 19-20 вересня 2019 р.). — К., 2020. — С. 151—167.
- Кочегаров К. А. Ссыльный епископ Мефодий Филимонович: из истории последних десяти лет жизни в Москве // Славяноведение. 2020. — № 6. — С. 75-82.
- Приліпко І. Л. Духовенство в романі П. Куліша "Чорна рада" // Літературознавчі студії. — 2020. — Вип. 59. — С. 153—167.

| Петро Могила | Це незавершена стаття про православного релігійного діяча чи діячку. Ви можете допомогти проєкту, виправивши або дописавши її. |